# Webot
Webot — российский робот удалённого присутствия, управляемый человеком. Создан при поддержке компании «Ашманов и партнёры»
Схема робота подобна человеку: он обладает головой, которая поворачивается в двух перпендикулярных плоскостях, и мобильной платформой, позволяющей ему передвигаться в пространстве. Такая конструкция максимально упрощает оператору управление роботом. Зрение робота — две видеокамеры. Одна установлена на голове и используется для общения с окружающими робота людьми. Вторая смотрит под колёса робота. Робот оснащён системой парктроник, упрощающей управление роботом в узких местах. Высота робота 1.5 метра. Масса 16 кг.
Робот может управляться из интернет-браузера Google Chrome без установки каких-либо плагинов. Также доступно управление роботом из Internet Explorer после установки плагина. Доступно настольное приложение под Windows и Mac OS X для управления роботом.
Webot может быть использован по своему назначению для помощи детям с ограниченными возможностями  , для обеспечения безопасности научных сотрудников при проведении опытов и испытаний с сосудами под высоким давлением.